# Митяев, Иван Иванович
Иван Иванович Митяев (род. 14 апреля 1965) — российский политический деятель, депутат Государственной Думы ФС РФ второго созыва (1995—1999).

## Биография
Родился 14 апреля 1965 года.
Окончил Московский государственный институт международных отношений (МГИМО).
На 1995 год работал президентом финансово-строительной корпорации «Экипаж» (базируется в Москве).

### Депутат государственной думы
Баллотируется в Государственную думу 2 созыва от ЛДПР в 1996 году (номер 1 федсписка партии по Саратовской области). Избран депутатом Госдумы РФ.
В Думе входит в комитет ГД по промышленности, строительству, транспорту и энергетике.
Официально в Государственной думе выступил 1 раз (за все 4 года), поучаствовал в создании 17 законопроектов.
Был членом фракции ЛДПР в Государственной думе.